# Степное генерал-губернаторство

Среднеазиатские владения России в начале XX века:
Уральская область
Тургайская область
Акмолинская область
Семипалатинская область

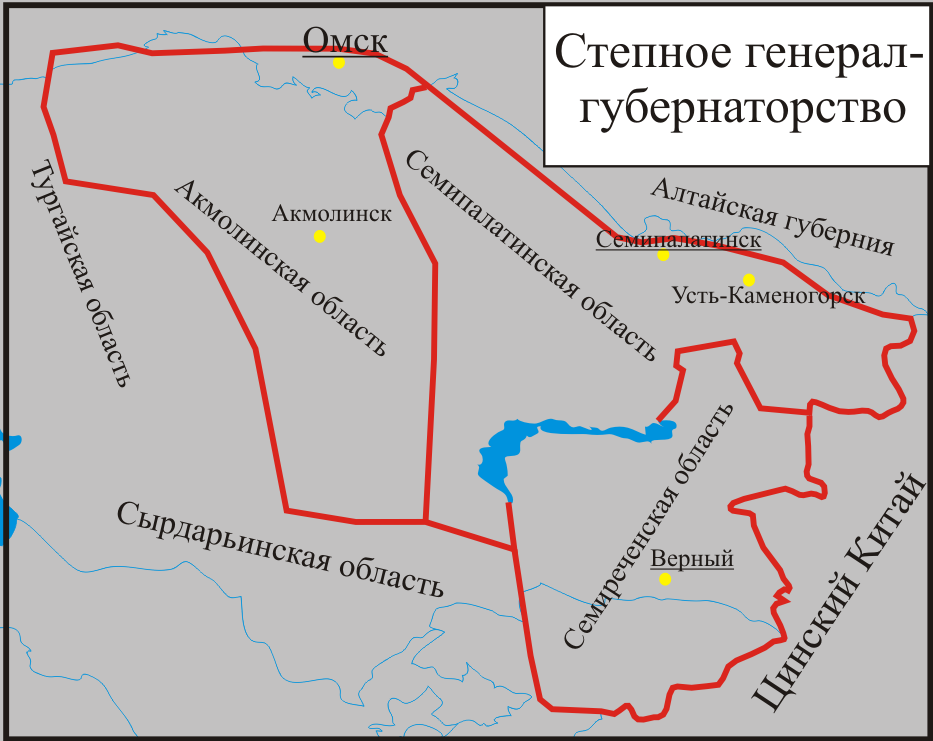
Первоначальный состав генерал-губернаторства

Степное генерал-губернаторство, также Степной край — генерал-губернаторство Российской империи, существовавшее 36 лет, в период с 1882 года по 1918 год. Находилось на территории современного Казахстана, а также России и Кыргызстана. Административный центр — город Омск.

## История
Степное генерал-губернаторство учреждено именным Высочайшим указом, данным Правительствующему Сенату 18 (30) мая 1882 года, в составе Акмолинской, Семипалатинской и Семиреченской (в 1899 году была возвращена в состав Туркестанского генерал-губернаторства) областей.
Должности помощника Степного генерал-губернатора учреждено не было.
Было образовано в 1882 году по инициативе военного министра П. С. Ванновского в связи с необходимостью объединения пограничных с Китаем территорий Российской империи в одном губернаторстве. С образованием Степного, упразднялось Западно-Сибирское генерал-губернаторство, из состава которого передавались Акмолинская и Семипалатинская области. Третьей областью, вошедшей в состав нового генерал-губернаторства, была Семиреченская, подчинявшаяся до этого Туркестанскому генерал-губернаторству. Из упразднённого Оренбургского генерал-губернаторства в состав Степного края вошли Уральская и Тургайская области.
Генерал-губернатор Степного края был одновременно командующим войсками Омского военного округа и наказным атаманом Сибирского казачьего войска.

## Руководство

### Генерал-губернаторы
| Ф. И. О.                         | Титул, чин, звание          | Время замещения должности |
| -------------------------------- | --------------------------- | ------------------------- |
| Колпаковский Герасим Алексеевич  | генерал от инфантерии       | 25.05.1882—24.10.1889     |
| Таубе Максим Антонович           | барон, генерал от кавалерии | 24.10.1889—05.07.1900     |
| Сухотин Николай Николаевич       | генерал-лейтенант           | 14.04.1901—25.04.1906     |
| Надаров Иван Павлович            | генерал от кавалерии        | 25.04.1906—08.06.1908     |
| Шмит Евгений Оттович             | генерал от кавалерии        | 08.06.1908—24.05.1915     |
| Сухомлинов Николай Александрович | генерал-лейтенант           | 24.05.1915—01.03.1917?    |

### Комиссар Временного правительства по Степному краю
| Ф. И. О.                      | Партия                              | Время замещения должности |
| ----------------------------- | ----------------------------------- | ------------------------- |
| Новосёлов Александр Ефремович | социалистов-революционеров (эсеров) | 3.08.1917—20.09.1918      |